# Football League Two 2010-2011
La Football League Two 2010-2011, conosciuta anche con il nome di Npower League Two per motivi di sponsorizzazione, è stato il 53º campionato inglese di calcio di quarta divisione, nonché il 7º con la denominazione di League Two.
La stagione regolare ha avuto inizio il 7 agosto 2010 e si è conclusa il 7 maggio 2011, mentre i play off si sono svolti tra il 14 ed il 28 maggio 2011. Ad aggiudicarsi il titolo, a ventisei anni di distanza dall'ultimo, è stato il Chesterfield, al terzo successo nella categoria. Le altre tre promozioni in Football League One, sono state invece conseguite dal Bury (2º classificato, che torna dopo dieci anni nella serie superiore), dal Wycombe Wanderers (3º classificato) e dal debuttante Stevenage (che grazie alla vittoria nei play off, sale per la prima volta in terza divisione).
Capocannoniere del torneo è stato Clayton Donaldson (Crewe Alexandra) con 28 reti.

## Stagione

### Aggiornamenti
Cambio di denominazione:
- da Stevenage Borough Football Club a Stevenage Football Club.[1]

### Novità
Al termine della stagione precedente, insieme ai campioni di lega del Notts County (al terzo titolo di quarta divisione della loro storia), salirono direttamente in Football League One anche il Bournemouth (2º classificato) ed il Rochdale (3º classificato). Mentre il Dagenham & Redbridge, 7º classificato, raggiunse la promozione attraverso i play-off. Il Grimsby Town (costretto ad abbandonare la Football League dopo novantotto anni di militanza) ed il Darlington, non riuscirono invece a mantenere la categoria e scesero in Conference League Premier.
Queste sei squadre furono rimpiazzate dalle quattro retrocesse dalla Football League One: Gillingham, Wycombe Wanderers, Southend United e Stockport County e dalle due promosse provenienti dalla Conference League Premier: Stevenage Borough (al debutto nel calcio professionistico) ed Oxford United (risalito dopo cinque anni in quarta divisione).

### Formula
Le prime tre classificate venivano promosse direttamente in Football League One, insieme alla vincente dei play off a cui partecipavano le squadre giunte dal 4º al 7º posto. Mentre le ultime due classificate retrocedevano in Conference League Premier.

## Squadre partecipanti
| Squadra            | Città                    | Stadio                         | Stagione precedente                             |
| ------------------ | ------------------------ | ------------------------------ | ----------------------------------------------- |
| Accrington Stanley | Accrington               | Crown Ground                   | 15º posto in Football League Two                |
| Aldershot Town     | Aldershot                | Recreation Ground              | 6º posto in Football League Two                 |
| Barnet             | Londra (High Barnet)     | Underhill Stadium              | 21º posto in Football League Two                |
| Bradford City      | Bradford                 | Valley Parade                  | 14º posto in Football League Two                |
| Burton Albion      | Burton upon Trent        | Pirelli Stadium                | 13º posto in Football League Two                |
| Bury               | Bury                     | Gigg Lane                      | 9º posto in Football League Two                 |
| Cheltenham Town    | Cheltenham               | Whaddon Road                   | 22º posto in Football League Two                |
| Chesterfield       | Chesterfield             | Proact Stadium                 | 8º posto in Football League Two                 |
| Crewe Alexandra    | Crewe                    | Alexandra Stadium              | 18º posto in Football League Two                |
| Gillingham         | Gillingham               | Priestfield Stadium            | 21º posto in Football League One, retrocesso    |
| Hereford United    | Hereford                 | Edgar Street                   | 16º posto in Football League Two                |
| Lincoln City       | Lincoln                  | Sincil Bank                    | 20º posto in Football League Two                |
| Macclesfield Town  | Macclesfield             | Moss Rose                      | 19º posto in Football League Two                |
| Morecambe          | Morecambe                | Globe Arena                    | 4º posto in Football League Two                 |
| Northampton Town   | Northampton              | Sixfields Stadium              | 11º posto in Football League Two                |
| Oxford United      | Oxford                   | Kassam Stadium                 | 3º posto in Conference League Premier, promosso |
| Port Vale          | Stoke-on-Trent (Burslem) | Vale Park                      | 10º posto in Football League Two                |
| Rotherham United   | Rotherham                | Don Valley Stadium (Sheffield) | 5º posto in Football League Two                 |
| Shrewsbury Town    | Shrewsbury               | New Meadow                     | 12º posto in Football League Two                |
| Southend United    | Southend-on-Sea          | Roots Hall                     | 23º posto in Football League One, retrocesso    |
| Stevenage          | Stevenage                | Broadhall Way                  | 1º posto in Conference League Premier, promosso |
| Stockport County   | Stockport                | Edgeley Park                   | 24º posto in Football League One, retrocesso    |
| Torquay United     | Torquay                  | Plainmoor                      | 17º posto in Football League Two                |
| Wycombe Wanderers  | High Wycombe             | Adams Park                     | 22º posto in Football League One, retrocesso    |

## Classifica Finale
|  | Pos. | Squadra            | Pt | G  | V  | N  | P  | GF | GS | DR  |
|  | ---- | ------------------ | -- | -- | -- | -- | -- | -- | -- | --- |
|  | 1.   | Chesterfield       | 86 | 46 | 24 | 14 | 8  | 85 | 51 | +34 |
|  | 2.   | Bury               | 81 | 46 | 23 | 12 | 11 | 82 | 50 | +32 |
|  | 3.   | Wycombe            | 80 | 46 | 22 | 14 | 10 | 69 | 50 | +19 |
|  | 4.   | Shrewsbury Town    | 79 | 46 | 22 | 13 | 11 | 72 | 49 | +23 |
|  | 5.   | Accrington Stanley | 73 | 46 | 18 | 19 | 9  | 73 | 55 | +18 |
|  | 6.   | Stevenage          | 69 | 46 | 18 | 15 | 13 | 62 | 45 | +17 |
|  | 7.   | Torquay Utd (-1)   | 68 | 46 | 17 | 18 | 11 | 74 | 53 | +21 |
|  | 8.   | Gillingham         | 68 | 46 | 17 | 17 | 12 | 67 | 57 | +10 |
|  | 9.   | Rotherham Utd      | 66 | 46 | 17 | 15 | 14 | 75 | 60 | +15 |
|  | 10.  | Crewe Alexandra    | 65 | 46 | 18 | 11 | 17 | 87 | 65 | +22 |
|  | 11.  | Port Vale          | 65 | 46 | 17 | 14 | 15 | 54 | 49 | +5  |
|  | 12.  | Oxford Utd         | 63 | 46 | 17 | 12 | 17 | 58 | 60 | -2  |
|  | 13.  | Southend Utd       | 61 | 46 | 16 | 13 | 17 | 62 | 56 | +6  |
|  | 14.  | Aldershot Town     | 61 | 46 | 14 | 19 | 13 | 54 | 54 | 0   |
|  | 15.  | Macclesfield Town  | 55 | 46 | 14 | 13 | 19 | 59 | 73 | -14 |
|  | 16.  | Northampton Town   | 52 | 46 | 11 | 19 | 16 | 63 | 71 | -8  |
|  | 17.  | Cheltenham Town    | 52 | 46 | 13 | 13 | 20 | 56 | 77 | -21 |
|  | 18.  | Bradford City      | 52 | 46 | 15 | 7  | 24 | 43 | 68 | -25 |
|  | 19.  | Burton Albion      | 51 | 46 | 12 | 15 | 19 | 56 | 70 | -14 |
|  | 20.  | Morecambe          | 51 | 46 | 13 | 12 | 21 | 54 | 73 | -19 |
|  | 21.  | Hereford Utd (-3)  | 50 | 46 | 12 | 17 | 17 | 50 | 66 | -16 |
|  | 22.  | Barnet             | 48 | 46 | 12 | 12 | 22 | 58 | 77 | -19 |
|  | 23.  | Lincoln City       | 47 | 46 | 13 | 8  | 25 | 45 | 81 | -36 |
|  | 24.  | Stockport County   | 41 | 46 | 9  | 14 | 23 | 48 | 96 | -48 |

Legenda:
      Promosso in Football League One 2011-2012.
  Ammesso ai play-off.
      Retrocesso in Conference League Premier 2011-2012.
Regolamento:
Tre punti a vittoria, uno a pareggio, zero a sconfitta.
In caso di arrivo di due o più squadre a pari punti, la graduatoria verrà stilata secondo i seguenti criteri:
- differenza reti
- maggior numero di gol segnati

Note:

Torquay United qualificato ai play off per miglior differenza reti rispetto all'ex aequo Gillingham.
Il Torquay United e l'Hereford United sono stati sanzionati, rispettivamente con 1 punto e con 3 punti di penalizzazione, per la posizione irregolare di propri calciatori, nella gara che li ha visti di fronte il 1 febbraio 2011.

## Spareggi

### Play-off

#### Tabellone
|  | Semifinali | Semifinali         | Semifinali | Semifinali | Semifinali |  |  | Finale | Finale      | Finale |  |
|  |            |                    |            |            |            |  |  |        |             |        |  |
|  | 7          | Torquay Utd        | 2          | 0          | 2          |  |  |        |             |        |  |
|  | 4          | Shrewsbury Town    | 0          | 0          | 0          |  |  | 7      | Torquay Utd | 0      |  |
|  | 6          | Stevenage          | 2          | 1          | 3          |  |  | 6      | Stevenage   | 1      |  |
|  | 5          | Accrington Stanley | 0          | 0          | 0          |  |  |        |             |        |  |

#### Semifinali

##### Andata
| Arbitro: | Scott Mathieson |

|                         |           |  |
| Zebroski 29’ O'Kane 45’ | Marcatori |  |

| Arbitro: | Roger East |

|                    |           |  |
| Long 24’ Byrom 45’ | Marcatori |  |

##### Ritorno
| Shrewsbury 20 maggio 2011, ore 20:45 CEST | Shrewsbury Town | 0 – 0 referto | Torquay United | Greenhous Meadow (8.452 spett.)\| Arbitro: \| Kevin Wright \| |
| Arbitro:                                  | Kevin Wright    |               |                |                                                               |

| Arbitro: | Russell Booth |

|  |           |               |
|  | Marcatori | 90’ Beardsley |

#### Finale
| Arbitro: | Darren Deadman |

|              |           |  |
| Mousinho 42’ | Marcatori |  |

## Statistiche

### Squadre

#### Primati stagionali
Squadre
- Maggior numero di vittorie: Chesterfield (24)
- Minor numero di vittorie: Stockport County (9)
- Maggior numero di pareggi: Accrington Stanley, Aldershot Town e Northampton Town (19)
- Minor numero di pareggi: Bradford City (7)
- Maggior numero di sconfitte: Lincoln City (25)
- Minor numero di sconfitte: Chesterfield (8)
- Miglior attacco: Crewe Alexandra (87 gol segnati)
- Peggior attacco: Bradford City (43 goal segnati)
- Miglior difesa: Stevenage (45 gol subiti)
- Peggior difesa: Stockport County (96 gol subiti)
- Miglior differenza reti: Chesterfield (+34)
- Peggior differenza reti: Stockport County (-48)

Partite
- Partita con maggiore scarto di gol: Crewe Alexandra-Cheltenham Town 8-1
- Partita con più reti: Accrington Stanley-Gillingham 7-4

### Individuali

#### Classifica marcatori
Aggiornata al 28 maggio 2011
| Gol | Rigori |  | Giocatore         | Squadra          |
| --- | ------ |  | ----------------- | ---------------- |
| 28  | 4      |  | Clayton Donaldson | Crewe Alexandra  |
| 27  | 4      |  | Ryan Lowe         | Bury             |
| 25  |        |  | Cody McDonald     | Gillingham       |
| 23  | 2      |  | Adam Le Fondre    | Rotherham United |
| 23  |        |  | Craig Davies      | Chesterfield     |
| 18  |        |  | Wesley Thomas     | Cheltenham Town  |
| 18  | 3      |  | Barry Corr        | Southend United  |
| 17  |        |  | Jack Lester       | Chesterfield     |
| 17  |        |  | Shaun Miller      | Crewe Alexandra  |
| 16  | 5      |  | Marc Richards     | Port Vale        |